# Wilhelm Leopold Janssen (Politiker, 1830)
Philipp Wilhelm Leopold Janssen (geboren am 6. Juli 1830 in Krefeld; gestorben am 16. Dezember 1900 in Aachen) war ein preußischer Verwaltungsbeamter und von 1860 bis 1876 Landrat des Kreises Heinsberg.

## Leben

### Kindheit und Ausbildung
Wilhelm Leopold Janssen war der Sohn des Gerichtsschreibers und späteren Kanzleirats Johannes Janssen und der Maria Josepha, geb. Stoffens. Nach Ablegung der Reifeprüfung 1849 am Aachener Kaiser-Karls-Gymnasium studierte er bis 1852 an der Rheinischen Friedrich-Wilhelms-Universität Rechtswissenschaft. 1850 wurde er im Corps Guestphalia Bonn recipiert. Nach dem Studium diente er ab 1. Oktober 1852 als Einjährig-Freiwilliger im 1. Bataillon des 28. Infanterie-Regiments. Schon zuvor war er am 24. September 1852 im Rahmen seiner juristischen Ausbildung als Auskultator beim Landgericht Aachen eingetreten. Zum 14. September 1854 wechselte er von dort als Regierungsreferendar an die Königlich Preußische Regierung in Aachen, wo er am 14. Oktober 1857 das Assessorexamen ablegte. Mit seiner anschließenden Ernennung zum Regierungsassessor wurde Janssen zur weiteren Beschäftigung an die Königlich Preußischen Regierungen in Aachen und mit Erlass vom 14. Januar 1859 in Stettin überwiesen.

### Werdegang
Nach 16-monatiger Tätigkeit in Pommern erhielt Janssen am 19. Mai 1860 die Bestallung zur Übernahme des Landratsamtes in Heinsberg. Während seiner 16 Amtsjahre wurde er als Folge der aus dem Deutsch-Französischen Krieg resultierenden Änderung in der preußischen Verwaltung in den Jahren 1870/71 zunächst als Hilfsarbeiter in das Bundeskanzleramt nach Berlin, von dort als Präfekt des französischen Maas- und Ardennendepartements und später als Mitglied in das Zivilkommissariat (Gouvernement) nach Straßburg berufen. Am 10. November 1874 kam es zu seiner Wahl als Bürgermeister in Aachen (Janssen hatte bei der Wahl 16, sein Konkurrent, der Mönchengladbacher Bürgermeister Doetsch 12 Stimmen erhalten), die jedoch seitens der Regierung nicht bestätigt wurde. Dem Katholiken Janssen war während des Kulturkampfes illoyales Verhalten zum Vorwurf gemacht worden. Von offizieller Seite wurde zwar dargelegt, dass Janssens Ablehnung ihre Ursache in dessen Persönlichkeit habe – eine gewisse rechthaberische Art – doch: „Was uns nötigt, gegen seine Bestätigung uns auszusprechen, ist seine kirchliche Richtung.“ Er galt als ultramontan, wenn auch noch moderat gegenüber weiteren potentiellen Kandidaten. Zwei Jahre darauf, am 24. Mai 1876, wurde Janssen als Landrat in Heinsberg dann zur Disposition gestellt, offiziell in den Ruhestand trat er erst zum 17. Juli 1895.

### Politische Betätigung
Wilhelm Leopold Janssen gehörte als Mitglied der Freikonservativen und später des Zentrums über vier Legislaturperioden (9. bis 11. 1866–1873, ausgeschieden am 4. Januar 1873; und 14. 1879–1882) dem Preußischen Abgeordnetenhaus an. Ferner war er ab 1892 bis zu seinem Tod Vorsitzender des Provinzialausschusses des Provinzialverbands der Rheinprovinz in Düsseldorf und von 1882 bis 1885 Vizepräsident des Rheinischen Bauernvereins. Darüber hinaus rettete Janssen 1881 Wilhelm Schmidts in Jerusalem gegründete katholisch deutsche Niederlassung aus Schwierigkeiten und wurde 1885 in Aachen Mitbegründer des Palästina-Vereins der Katholiken Deutschlands zu deren Betreuung, den er dann fünf Jahre leitete.

## Ehrungen
- Roter Adlerorden 2. Klasse mit Eichenlaub[1]
- Königlicher Kronen-Orden (Preußen) 2. Klasse mit Stern[1]
- Eisernes Kreuz 2. Klasse[1]
- Ritterorden vom Heiligen Grab zu Jerusalem; Großkomtur des souveränen Ordens vom Heiligen Grab
- Gregoriusorden,Kommandeur[1]

## Familie
Der Katholik Wilhelm Leopold Janssen heiratete am 11. September 1858 in Aachen Mathilde Kannengießer (geboren 16. April 1836 in Aachen; gestorben 22. Mai 1914 ebenda), die Tochter des Teppich- und Deckenfabrikanten Josef Kannengießer und der Maria Catharina Julie Johanna, geb. von Zentis-Frymerson. Sein gleichnamiger Sohn Wilhelm Leopold (geboren 4. Juli 1859 in Stettin; gestorben 2. Februar 1915 in Aachen) trug den Titel eines königlich italienischen Ehrenkonsuls. Seine Tochter Bertha Maria (1872–1953) heiratete den Kratzenfabrikanten und Zentrumspolitiker Albert Heusch. Der ebenfalls nach ihm benannte Enkel leitete im Jahr 1928 vorübergehend das Landratsamt des Landkreises Aachen. Die Familie Wilhelm Leopold Janssen fand ihre letzte Ruhestätte auf dem Heißbergfriedhof Burtscheid/Aachen.